# 330년

## 연호
- 동진(東晉) 함화(咸和) 5년
- 성한(成漢) 옥형(玉衡) 20년
- 후조(後趙) 태화(太和) 3년 / 건평(建平) 원년
- 전량(前凉) 건흥(建興) 18년

## 기년
- 동진(東晉) 성제(成帝) 5년
- 신라(新羅) 흘해 이사금(訖解泥師今) 21년
- 고구려(高句麗) 미천왕(美川王) 31년
- 백제(百濟) 비류왕(比流王) 27년

## 사건
- 5월 11일 - 비잔티움이 콘스탄티노플로 이름이 바뀌고 로마 제국의 수도가 되다.